# Pimephales

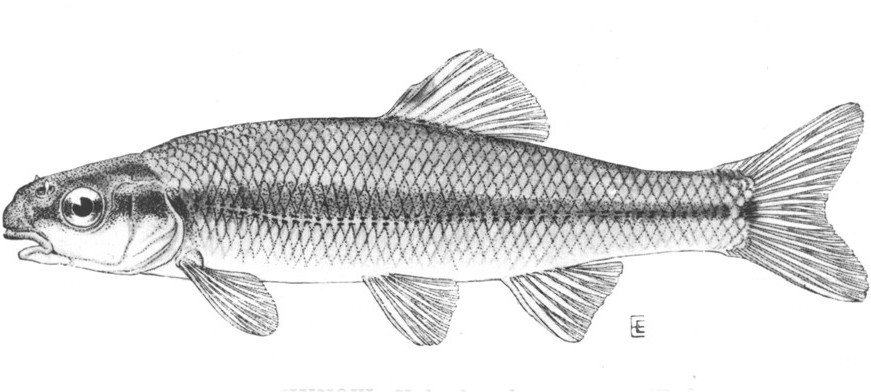
Pimephales notatus

El género Pimephales son peces ciprínidos de agua dulce incluidos en el orden Cypriniformes, distribuidos por ríos de Estados Unidos y México.
Tienen el cuerpo pequeño con una longitud máxima descrita de 11 cm.
Viven en ríos de aguas entre templadas y subtropicales, preferentemente en corrientes pequeñas aunque también pueden encontrarse en grandes ríos o lagos. Se alimentan fundamentalmente de larvas y pupas de insectos. No tienen importancia pesquera pero Pimephales promelas es comercializado en acuariología.

## Especies
Existen 4 especies agrupadas en este género:
- Pimephales notatus (Rafinesque, 1820)
- Pimephales promelas (Rafinesque, 1820 ) - Carpita cabezona.
- Pimephales tenellus (Girard, 1856)
- Pimephales vigilax (Baird y Girard, 1853) - Carpita cabeza de toro.